# Michel Deneuve
Pour les articles homonymes, voir Deneuve.
 (septembre 2008).
Si vous disposez d'ouvrages ou d'articles de référence ou si vous connaissez des sites web de qualité traitant du thème abordé ici, merci de compléter l'article en donnant les références utiles à sa vérifiabilité et en les liant à la section « Notes et références ».
Michel Deneuve est un cristaliste et compositeur français né le 23 mars 1955 à Meaux.

## Biographie
Michel Deneuve se consacre au Cristal Baschet depuis 1975. 
Il étudia et mis au point une technique de jeu qui ouvre d'autres horizons à ce jeune instrument. Il appliqua les méthodes d'études du piano et du violon au jeu du cristal : gammes, arpège, sons entretenus, staccatos, vibratos, etc. 
Appliqué à faire connaître et à montrer la polyvalence de cet instrument, il en a aussi considérablement étoffé et diversifié le répertoire.

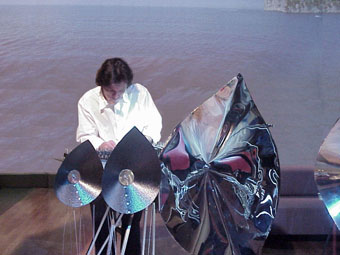
cristal

En France, il a travaillé avec plusieurs solistes et compositeurs afin d'explorer des musiques mélangeant le Cristal aux instruments de l'orchestre du monde. Toutes ces recherches l'ont amené à de nombreuses rencontres donnant lieu à des improvisations et à des compositions du duo à l'orchestre. Il a notamment travaillé à plusieurs reprises avec l'ensemble HOPE de Limoges qui était un creuset de recherche musicales et instrumentales, où percussions Baschet et Cristal sont de plus en plus présents.
Pour illustrer ses choix, Michel Deneuve fonde l'ensemble ISUA. Il s'est produit en concert avec des musiciens tels que le baryton-basse José Van Dam, l'altiste Jean Baptiste Brunier, les violoncellistes Dominique de Willancourt et Marc Drobinsky, les flûtistes Jean Ferrandis ou Philippe Bernold, le Trompettiste Guy Touvron ainsi que les pianistes Pascal Amoyel et Alain Kremski. Il a également présenté des concerts avec des chefs d'orchestre tels que Constantin Simonovitch, Christophe Escher et Françoise Legrand.
Plusieurs compositeurs ont écrit des œuvres pour Michel Deneuve et le Cristal Baschet : Jean Christophe Adam Walrand, Dominique Dupraz, Paul Hertel, Alain Labarsouque, Marcel Landowsky, Françoise Legrand, Vincent Dionne, Ignacio Yepes, Horatiu Radulescu...
Michel Deneuve écrit pour le Théâtre, la Chorégraphie, la Poésie, le Cinéma et compose des pièces pour soliste ou ensemble instrumental. L'année 2000 a vu naître la première symphonie concertante Unis vers Univers. Son intérêt pour la musique contemporaine, sa formation classique et ses goûts musicaux étendus au-delà de la culture occidentale apportent à ses compositions une richesse musicale où ces influences, ces courants musicaux variés, se côtoient et se complètent sans jamais s'opposer.[réf. nécessaire]
Sa musique peut se séparer en trois familles qui se distinguent aussi bien par leur objectif que par leur forme :
- les musiques de scène et de film,

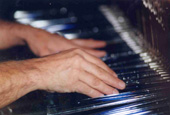
Les mains de l'artiste

- les créations pour instruments solistes ou ensemble instrumental,
- les musiques consacrées à l'étude du Cristal« Ces dernières font appel à toutes les formes musicales qui me semblent justifier des apports didactiques pour la compréhension de ce qu'est le Cristal et l'évolution des élèves sur les plans technique et musical. Un instrument de musique vit et se développe en le nourrissant essentiellement de son propre répertoire. Aujourd'hui, le Cristal peut répondre aux exigences les plus variées des compositeurs. Écrire pour lui ou avec lui, assurera sa pérennité à travers le temps. Ses capacités et la pureté de ses sonorités offriront assurément au Monde des œuvres d'une grande beauté. » Michel Deneuve. (Extrait dans la page compositeur de son site).[réf. nécessaire][2]

## Discographie
- 4 Espaces Sonores (double LP), Disques Pizzicato, 1982
- Seize Nouvelles D'Ailleurs (LP), Sysmo Records, 1983
- L'Art Du Cristal (LP), Arion, 1984
- Voyage autour du cristal (CD), Tempo, distribution RUE STENDHAL,1990
- Danses de dunes (CD), Naïve, distribution RUE STENDHAL, 2003,
- Cristal (CD) double album pour les 60 ans de la naissance du cristal Baschet, distribution RUE STENDHAL, 2012
- Mar Saba (CD), 2014, ASTRID MUSIC

## Compositions pour le cinéma
- La Momie à mi-mots de Laury Granier et Michèle Finck (1998)
- Les momies du Taklamakan de Olivier Horn (2003)
- Morganez de David Tardé (2006) 1er prix de la musique du festival international du court métrage d'Alès.
- La Saison des orphelins long métrage de David Tardé (2008)
- Et bien d'autres....